# Parco della Favara
La Favara (dall'arabo al-fawwāra, "la sorgente") o di Maredolce è un parco reale di Palermo, dove sorge il castello di Maredolce.

## Storia
Il parco venne edificato per volere del re Ruggero II prima del 1153 e forse identificabile con il Qaṣr Jaʿfar (il Palazzo di Ja'far II) visto da Ibn Giubayr nel 1184, e che Michele Amari collega al nome dell'emiro kalbita Giafar II che regnò sull'Emirato di Sicilia dal 998 al 1019. Romualdo Guarna, arcivescovo di Salerno, descrive nella sua cronica del mondo come re Ruggero fece asportare tantissima terra per formare il bacino artificiale sulle cui rive fece costruire un bellissimo palazzo. 
(Romualdo II Guarna)
Questa è una tipologia che ritornerà anche nel piccolo padiglione-isolotto del palazzo della Zisa o nel palazzo o cosiddetto Castello della Cuba. L'area è stata fortemente contaminata dall'abusivismo edilizio che ha colpito il quartiere in cui si trova, le sorgenti principali che alimentavano il bacino artificiale sono state captate dall'acquedotto comunale, appena a monte dell'Autostrada A19 che segna il confine meridionale del parco. Nel 2011 è stato reso fruibile per la prima volta in età moderna grazie all'intervento del FAI.
Ha ricevuto il prestigioso Premio Internazionale Carlo Scarpa per il Giardino XXVI edizione, 2015

## Descrizione
Il parco è delimitato a sud dall'Autostrada A19, a ovest dalla via Emiro Giafar, a nord dalla via conte Federico e da alcuni edifici che vi insistono e a est da capannoni industriali. In origine il parco nacque da contorno al castello di Maredolce ed era composto da un giardino e da un lago artificiale, l'intera area si estendeva per circa 40 ettari, l'attuale estensione è di circa 25 ettari, notevolmente ridotta dalla forte urbanizzazione e dall'abusivismo del quartiere. Al centro del bacino vi era un'isola con palme e agrumeti raggiungibile solo in barca, e tutto il complesso era circondato da lussureggianti giardini. Il parco della Favara si trova oggi ai margini di un quartiere di periferia, in parte intatto nella superficie originale. Il parco della Favara si trova quasi al confine est della città di Palermo, all'interno del quartiere Brancaccio; la speculazione edilizia si è fermata ai margini del bacino artificiale, che raccolgono ancora una piccola parte delle acque. Il parco includeva il baglio Chiazzese.

## ISollazzi Regi

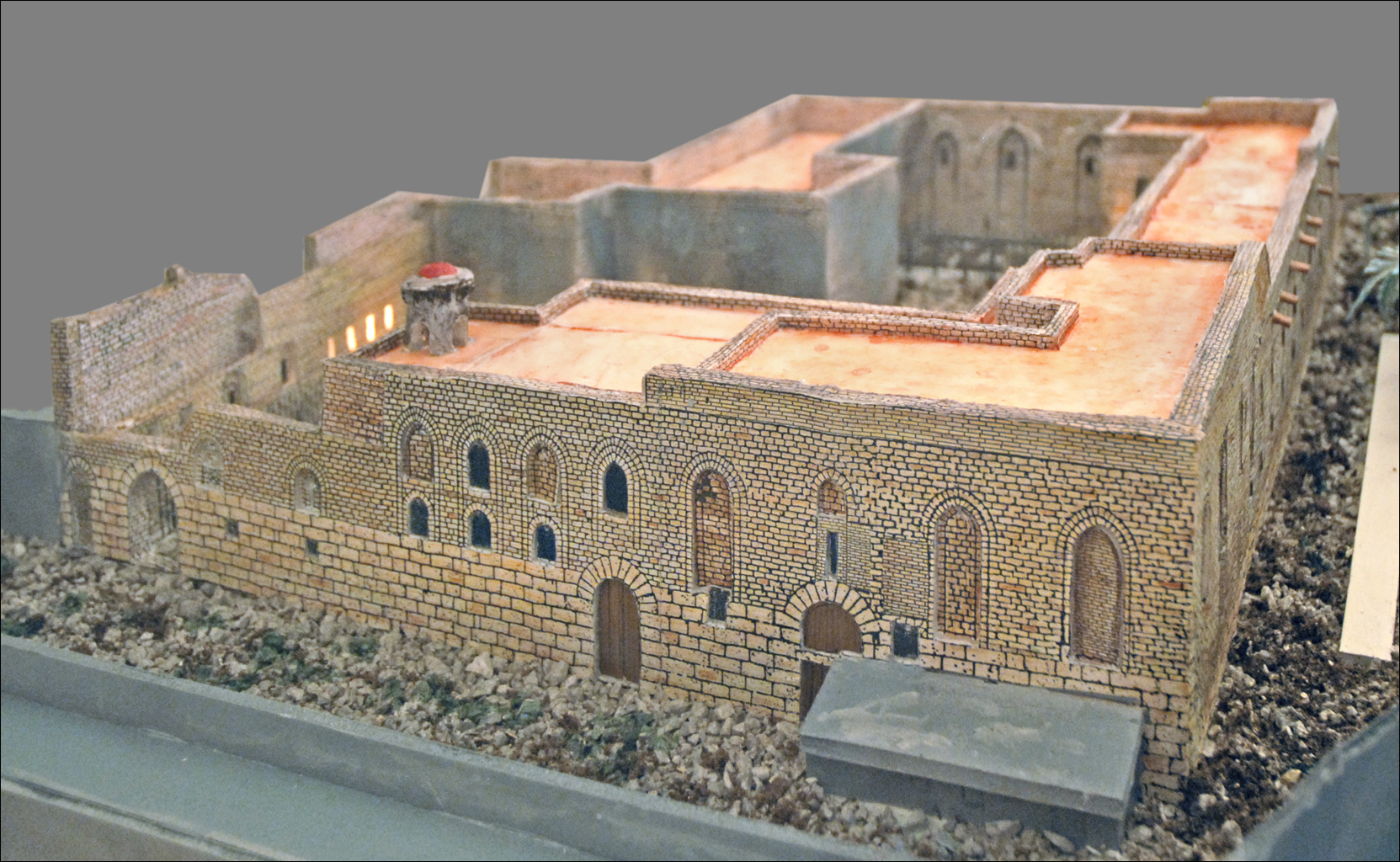
Modello del palazzo della Favara di Maredolce

Il parco della Favara faceva parte di un sistema di residenze reali di delizia, i Sollazzi Regi, che godettero del massimo splendore sotto re Guglielmo II: la Cuba Sottana oggi Castello della Cuba, la Cuba Soprana (oggi Villa Di Napoli) con annesso padiglione della Cubola, entrambi all'interno di un ampio bacino lacustre artificiale contornato da vegetazione; il Castello della Zisa, e infine il Castello dell'Uscibene. Questo sistema di residenze ad Est delle mura della città e che impressionava molto i visitatori, fu denominato جنة الأرض Jannat al-arḍ o جنة الورد Jannat al-ward ("Il giardino - o Paradiso - della terra o delle rose): il Genoardo.
('Abd al-Rahman al-Itrabanishi)